# Dean Winters
Dean Winters (New York, 20. srpnja 1964.) je američki glumac najpoznatiji po svojim ulogama Ryana O'Reilyja u seriji Oz i Briana Cassidyja u seriji Zakon i red: Odjel za žrtve. Gostovao je i u serijama Seks i grad, Njujorški plavci, CSI: Miami i Televizijska posla. 
Rođen je u New Yorku i ima dvoje braće Bradforda (pjesnik/pisac), Scotta Williama i sestru Blair. NJegov brat Scott William je također glumac i glumio je njegovog brata Cyrila u seriji Oz. Koledž je polagao u Coloradu, a trenirao je boks i tai-či. Irsko-američkog je porijetla i tečno govori talijanski jezik.

## Izabrana filmografija
- Kronike Sarahe Connor (2008.; serija)
- 30 Rock (2008.; serija)[2]
- PS, Volim te (2007.)
- Rescue Me (2004. – 2006.; serija)
- Hellraiser:  Hellseeker (2002.)
- Zakon i red: Odjel za žrtve (1999. – 2000.; serija)
- Undercover Angel (1999.)
- Teorija zavjere (1997.)
- Oz (1997.–2003.; serija)

## Vanjske poveznice
- Dean Winters u internetskoj bazi filmova IMDb-u (engl.)